# Smbat Sparapet
Smbat Sparapet oder Sempat Sparapeţ (* 1208; † 1276) war ein mittelalterlicher armenischer Chronist und Konstabler von Kleinarmenien.
Er war ein Bruder des Königs Hethum I. von Kleinarmenien, Schwiegersohn von Heinrich I. von Zypern und als Konstabler am Hof von König Leon II. Smbats wichtigste Leistung war – neben der geführten Chronik – wohl die Angleichung des armenischen Rechts an das der lateinischen Kreuzfahrerstaaten, besonders an das von Antiochia.

## Leben
Smbat wurde nach eigenen Angaben 1208 geboren. Er wurde von König Leo, der immer bemüht war, Gelehrte und in Kriegsdingen erfahrene Männer um sich zu sammeln, an seinen Hof geholt und schließlich zum Konstabler ernannt.
Smbat beherrschte sowohl Griechisch als auch das normannische Französisch der Kreuzfahrer. Er war sehr gebildet und besaß eine eigene Bibliothek, die unter anderem eine Bibel (die sich heute in Matenadaran befindet) sowie Werke von Aristoteles, Gregor von Nyssa, Dionysos Areopagita und Kyrill von Alexandria enthielt.
1246 zog Smbat zusammen mit König Leo in Tarsus ein und 1250 leitete er eine Gesandtschaft zu den Mongolen („Tataren“). Diese Mission ist auch durch einen Brief an Heinrich I. von Zypern belegt.
Smbat hatte zwei Söhne, Hethum (Hayton) und Vasil (Basileus), die beide kurz nacheinander 1269 verstarben.

## Chronik
Die von ihm verfasste Chronik deckt die Jahre 951–1162 n. Chr. ab. Sie wurde durch einen anonymen Autor bis 1331 fortgesetzt.
Als Quellen nutzte Smbat vor allem Matthias von Edessa und die Fortsetzung durch den Priester Gregorios. Für zeitgenössische Ereignisse standen ihm natürlich die Unterlagen der königlichen Kanzlei zur Verfügung.
Die Chronik wurde überliefert durch:
- zwei Handschriften in Etschmiadsin und mehrere Abschriften des 19. Jahrhunderts
- eine lückenhafte Handschrift aus Istanbul, vermutlich aus dem späten 13. Jh., nun in San Lazarro, Italien. Der Anfang fehlt, so ist auch der Name des Autors nicht überliefert, und manche Autoren wie Leo Alischan sehen es als das eigenständige Werk eines anderen Autors an.

## Weitere Werke
Sempat übersetzte die Assisen von Antiochia, die ihm Simon Mansel zugänglich gemacht hatte, aus dem Französischen ins Armenische. Smbats Übersetzung wurde auf seinen Wunsch hin in Antiochia auf ihre Genauigkeit überprüft. Scheinbar wurde sie von kleinarmenischen Gerichten zur Rechtsprechung herangezogen. 1265 revidierte Smbat das Gesetzbuch, das 1184 durch Mkhitʾar Gosch in Armenien verfasst worden war und übersetzte eine gekürzte Fassung in eine mehr zeitgenössische Sprache (mittelarmenisch). Es ist neben den „Regeln“ des Davit, Sohn des Alavik die wichtigste Quelle zur armenischen Gesetzgebung.
Smbat verfasste auch eine Zusammenfassung der Dialectica des Johannes von Damaskus.

## Ausgaben
Eine armenische Ausgabe der Chronik wurde 1856 durch Osgan aus Jerewan in Moskau publiziert, eine weitere von 1859 Garapet Chahnazarian in Paris herausgegeben. Seropé Akelian unternahm 1956 eine weitere Textedition (Smpada Sbarabedi Darekirk), die in Venedig erschien und auf der Istanbuler Handschrift beruht. Lacunae wurden durch die Übersetzung von Langlois und Exzerpte aus Matthias von Edessa ersetzt.
Die einflussreiche Übersetzung ins Französische von Victor Langlois (1862) ist nicht vollständig. Eine französische Übersetzung eines Teils der Chronik ist in Eduard Dulauriers „Recueil des historiens de Croisades“ (Paris 1869) enthalten. Sirarpie Der Nesessian legte eine englische Übersetzung vor.